# Gary Wilson
Gary Wilson, född 11 augusti 1985, är en professionell brittisk snookerspelare.

## Karriär
Wilson, som blev professionell 2004, har vunnit tre rankingtitlar, bland annat Scottish Open år 2022.